# Луиза де Бюдо
Луиза де Бюдо (фр. Louise de Budos; 13  июля 1575 — 26 сентября 1598) — герцогиня де Монморанси, супруга Генриха I де Монморанси, мать Шарлотты-Маргариты де Монморанси и Генриха II де Монморанси.

## Биография
Дочь Жака де Бюдо, виконта Портеса (1537—1596) и Екатерины де Клермон-Монтуазон (умершей в 1625 году), родившаяся 13 июля 1575 года.

### Первый брак
Когда ей было шестнадцать, 15 февраля 1591 года отец выдал её замуж за Жана де Грамона, лорда Вашера, который вскоре оставил её овдовевшей на следующий год.

### Второй брак
В 1592 году Генрих I де Монморанси, взял с собой Луизу де Бюдо и её мать в Пезенас. Однажды бедная женщина попросила у них милостыню, Луиза настояла на том, чтобы её мать согласилась на это, и нищая поблагодарила девушку, подарив ей маленькое кольцо, которое она сказала надеть на герцога Монморанси, и что его доброе сердце будет награждено.
Спустя год, после раздумий, 19 марта 1593 года в Агде, Генрих женился на Луизе. Он был на 41 год старше её, но для Луизы это не имело значения, потому что супружеская пара была счастлива. В последующем Монморанси скажет о своей жене как о: «самой красивой и самой образованной дамой своей эпохи».

### Дети
11 мая 1594 года Луиза родила дочь Шарлотту-Маргариту, в будущем вышедшая замуж за Генриха II, принца Конде и ставшая возлюбленной Генриха Наваррского. Четыре месяца спустя Луиза де Бюдо вновь забеременела, и 30 апреля 1595 года в замке Шантийи родила второго ребёнка, сына и наследника — Анри II де Монморанси.

### Роман с королём Франции
В 1598 году красота Луизы де Бюдо привлекла короля Франции — Генриха IV, который сделал её своей возлюбленной, но продолжалось это не так уж и долгое время (король имел уже в том момент свою официальную фаворитку — Габриель д’Эстре). Позже Габриель была обижена изменой своего возлюбленного короля.

### Смерть
26 сентября 1598 года в Шантийи скончалась Луиза де Бюдо, в возрасте всего 23 года. Похороны с очень большой пышностью прошли 3 декабря в церкви Сен-Николя-де-Шам в Париже.